# Vítání občánků

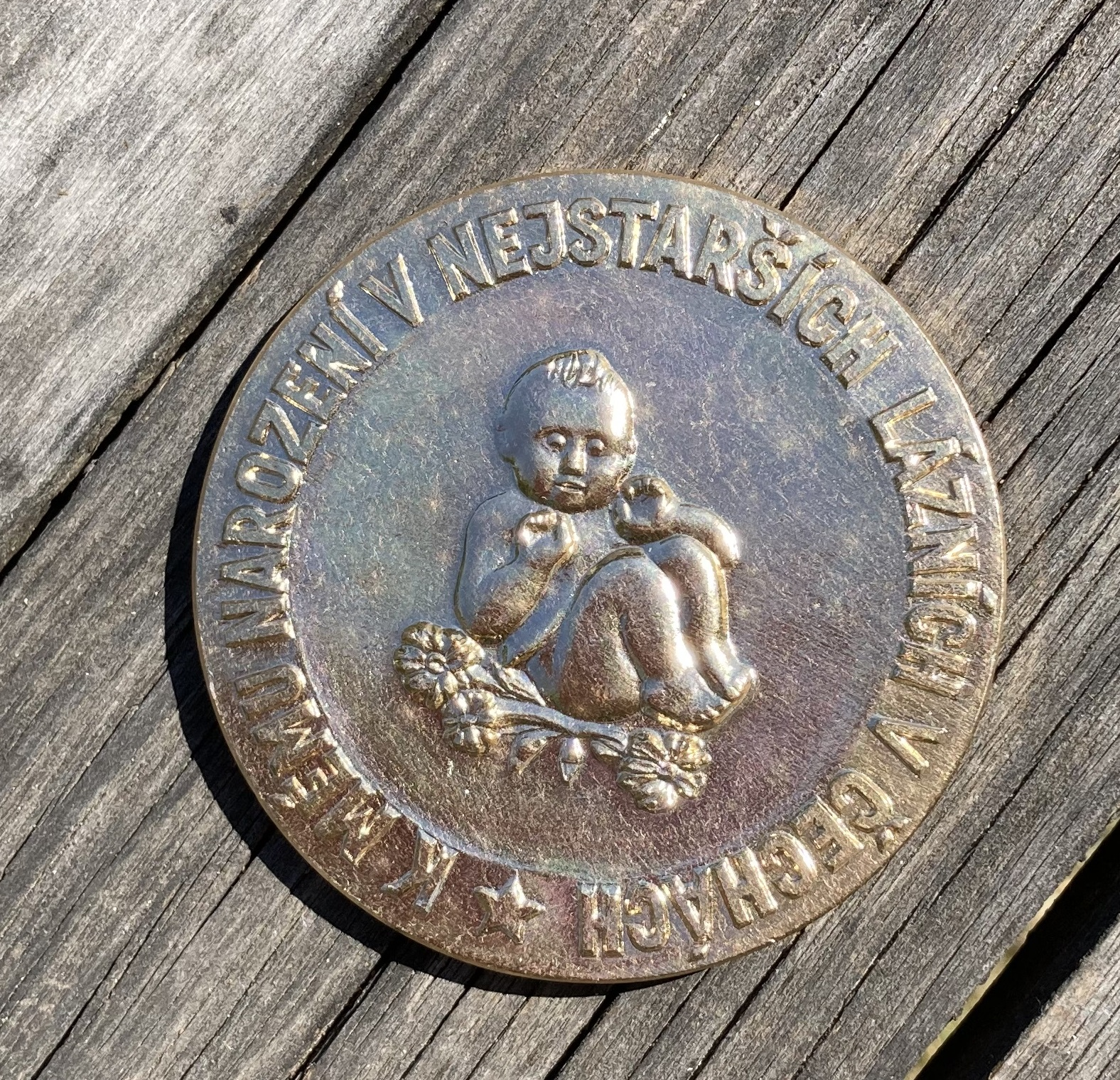
Městský národní výbor v Teplicích - medaile k obřadu vítání občánků (rok narození dítěte: 1971)

Vítání občánků je profánní společenský obřad, při němž je novorozeně zpravidla na obecním úřadě slavnostně uvedeno do života obce. Tato událost bývá spojena se slibem, který rodiče novorozených občánků svými podpisy stvrzují do pamětní knihy, a s předáním pamětního listu rodičům. „Vítání občánků do života” začal ÚV KSČ podle sovětského vzoru programově zavádět v 50. letech 20. století v rámci ateizace společnosti jako občanskou alternativu, která by postupně nahradila tradiční církevní křest. Za tímto účelem vláda zřídila při národních výborech sbory pro občanské záležitosti. Uspořádání obřadu na obecním úřadě zároveň umožňovalo do programu začlenit i nejrůznější prvky komunistické ideologie. Vítání občánků se komunistům zpočátku nedařilo úspěšně prosadit. Značná část obyvatelstva byla nějakým způsobem na osobní nebo společenské úrovni spojena s církvemi. Vítání občánků na národních výborech se stalo společenskou rutinou až během normalizace po roce 1970, stejně jako předávání občanských průkazů nebo občanské svatební obřady. Některé obecní úřady pak v pořádání obřadu vítání občánků pokračovaly i po roce 1989.

## Historie

### Německá říše – nacistické německo
Vedle snahy o sekularizaci křesťanských svátků se němečtí národní socialisté snažili nahradit občanským ceremoniálem (Namensweihe, též Namensgebung nebo Namensgebungsfeier) také křest.
V neděli 25. srpna proběhlo v Tullnerbachu «Namensgebung» dvojčat manželského páru Ludvíka a Hedviky Rischkových. Oslavě byli přítomni Ortsgruppenleiter s. Rudolf Albrecht, Schulungsleiter Klose, stejně jako Ortsfrauenschaftsleiterin Chr. Tausch. S. Klose ve svém srdečném proslovu poukázal na velký význam tohoto okamžiku. Vedle květinového pozdravu, který manželům předali chlapec HJ a dívka z BDM, obdrželi praktické dárky od obce Tullnerbach a ženské organizace. Oslavu ukončilo krátké milé posezení, na které bude manželský pár ještě dlouho vzpomínat.
Wienerwald-Bote, 14. září 1940 (překlad)
Heinrich Himmler, říšský vůdce SS, stanovil pro „SS-Namensweihe” přesné pokyny. Obřad se měl konat ve speciálních místnostech «Weiheräumen», kde se nacházel oltář pokrytý vlajkou se svastikou, vyobrazení Adolfa Hitlera, za oltářem měli stát tři příslušníci SS. Roli kněze přebíral «der Weihende», roli kmotra «Treumund». Dítě se pokládalo před „oltář”. Bohoslužbu slova suplovalo zpívané nebo mluvené slovo (Chorlied nebo Sprechchor) z Mein Kampf. Zasvěcující (Weihende) přečetl pro všechny přítomné slib víry (Glaubensbekenntnis). Obdobné hromadné obřady, nahrazující křest, pořádal Lebensborn.

### Sovětský svaz
Organizování občanských slavnostních obřadů rodinných svátků (svatba, narození, pojmenování dětí, dosažení plnoletosti, „stříbrné“, „zlaté“ svatby aj.) přikládali značnou váhu také komunisté v Sovětském svazu, zejména pro jejich vliv na „překonávání náboženských přežitků” a na formování „socialistického stylu života” sovětských občanů. Stranicky organizované rodinné svátky se měly stát všeobecně uznávanou formou důležitých rodinných i osobních událostí a v myslích sovětských občanů fixovat odpovědnost vůči sovětské společnosti. V roce 1961 byl v Moskvě otevřen první «Svatební palác». Komunistická strana SSSR propracovala rituál sňatků, vítání občánků do života, předávání občanských průkazů mládeži, výročí svateb atd. Sovětský občan měl obřad chápat nejen jako úřední akt pozornosti sovětské moci vůči rodinným výročím, ale také jako „umělecký žánr”. Na přípravě slavnostních obřadů rodinných svátků se podíleli angažováni režiséři (pro natáčení instruktážních filmů), herci, hudebníci, návrháři kostýmů atd.

### Československá socialistická republika
V 50. letech začala československá komunistická strana podle sovětského vzoru zavádět také vítání občánků v obřadních síních národních výborů, popřípadě na závodech. V roce 1953 vznikaly při národních výborech první sbory pro občanské záležitosti (SPOZ) (např. v Českých Budějovicích 28. února 1953, v r. 1965 vítal nové občánky na MěNV každou sobotu), jejichž zřizování (sborů, komisí a aktivů) pak upravilo vládní nařízení ze dne 7. května 1954 o organisaci výkonných orgánů národních výborů.
Komise (sbory) rady a výkonných orgánů rad národních výborů. Rady a výkonné orgány rad národních výborů vytvářejí si komise a sbory pro plnění svých úkolů jim odpovědné, na rozdíl od stálých komisí odpovědných zasedání nár. výboru. I v těchto komisích a sborech velmi účinně působí soudci a soudci z lidu.

Sbor pro občanské záležitosti je zřizován u těch MNV, které jsou pověřeny vedením matrik. Podklad pro jeho zřízení je v instrukci poř. č. 81/57 Sb. instr. pro výk. org. nár. výborů. Tento sbor dbá o výchovu občanů k řádnému socialistickému soužití, stará se o zásadní otázky důstojného průběhu určitých úkonů, např. přijímání novorozenců, svatby apod., organizuje pohovory se snoubenci atd.

Při odborech pro vnitřní věci rad ONV jsou zřizovány komise pro občanské záležitosti, které organizují výměnu zkušeností sborů pro občanské záležitosti MNV. Sbory při KNV pečují pak o koordinaci akcí v okresech a obvodech. V těchto sborech (komisích) úspěšně působí i soudci, pracující v rozvodové agendě a agendě opatrovnické. Prostřednictvím nich působí zvláště při organizování hovorů se snoubenci. Plně se osvědčují takové hovory za účasti soudce, pedagoga a lékaře.
Socialistická zákonnost, 02.11.1959
Sbory pro občanské záležitosti čerpaly z publikací: „Sborům pro občanské záležitosti” (vyd. 1960) nebo „O práci sborů pro občanské záležitosti” (vyd. 1964), v kterých vyšly i vzory pro sestavení programu, proslovu či doprovodných básní.
...Při této významné události ve vašem životě přišli jste na místní národní výbor, abyste splnili svou občanskou povinnost a podle dobré tradice svými podpisy v Pamětní knize potvrdili slavnostní slib, že ze svého dítěte vychováte čestného, dobrého a ušlechtilého člověka, spravedlivého občana naší Československé socialistické republiky...Přeji Vám, vážení rodiče, jménem místního národního výboru, sboru pro občanské záležitosti i jménem svým mnoho radosti a úspěchů při výchově Vašich dětí, aby příští dny a cesty těchto dětí byly slunné, plné pohody, aby jejich povahy se rozvíjely k jejich i národnímu prospěchu a vy abyste vždy měli z nich radost největší.
Sborník prací Filozofické fakulty Brněnské univerzity: Řada germanisticko-anglistická, 1984

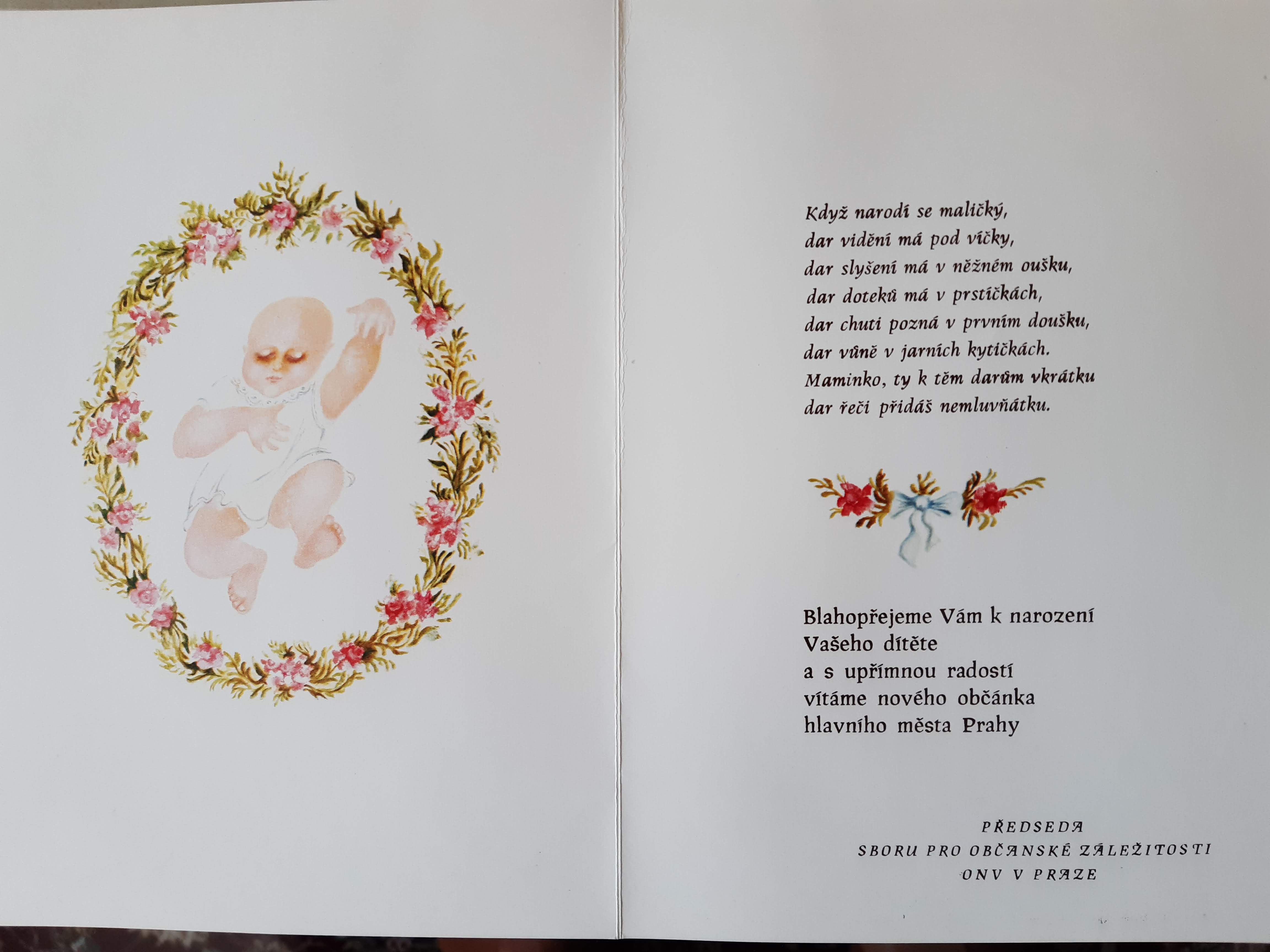
Blahopřání k narození dítěte z 80. let 20. století

Křestní listy nahrazovaly pamětní listy (diplomy) a jejich umělecké ztvárnění strana zadávala předním angažovaným umělcům; např. v osmdesátých letech 20. století je graficky upravila Karla Ryvolová. Zcela v sovětských intencích nechyběl ani doprovázející kulturní program, často za přispění dětí, žáků lidové školy umění či pionýrů. Účast na obřadu „vítání občánků” byla dobrovolná a ještě před normalizačním obdobím se účastnila slabá polovina pozvaných, někteří praktikovali křest v kostele i obřad na národním výboru. V Jihomoravském kraji pracovalo v roce 1969 377 Sborů pro občanské záležitosti v matričních obvodech a 279 v obcích mimo matriční obvody (kolem 6 000 občanů, většinou žen). Podle sborníku Český lid nebylo vítání občánků v tomto roce (1969) ještě vžitou samozřejmostí (například na Ostravsku):
Již řadu let pořádají národní výbory slavnost vítání malých občánků, která se měla stát jakousi náhradou církevního křtu. Průběh této oslavy je téměř všude stejný, program se stále opakuje s malými změnami (hudba z gramofonových desek, případně hra na klavír nebo harmonium, zpěv některého z místních amatérských zpěváků nebo zpěv a recitace dětí, slavnostní oficiální projev rušený často dětským pláčem, slib matek, že budou děti vychovávat v řádné občany, zápis do knihy, při němž matky odkládají děcko do ozdobené kolébky, kytičky pro maminky atd.). Slavnost se všem zúčastněným většinou líbí, mimo jiné je pokládána za příležitost k reprezentaci (maminky si pořizují nové šaty, děti jsou zabaleny v zavinovačkách plných krajkových a silonových ozdob). Zůstává však stále úřední, oficielní akcí, která přes všechnu dobrou snahu pořádajících dosud nikterak není (a je otázka, zda někdy bude) pokládána za obřad nutně s oslavou narození děcka spjatý. Mnoho rodin odchází ze slavnostní síně Národního výboru ke křtu do kostela, jiní jdou do kostela o týden dříve nebo později. Zpravidla právě den církevního křtu je také dnem domácí oslavy.
Český lid, sborník věnovaný studiu lidu českého v Čechách, na Moravě 1969
Dne 13. února 1974 se konalo v Praze ustavující zasedání „Ústředního sboru pro občanské záležitosti”. ÚV KSČ zadal pracovníkům z oboru etnografie, folkloristiky, teorie kultury a pracovníkům Ústavu pro kulturně výchovnou činnost zpracování projektu «Lidová kultura v současném lidovém životě» (popisující socialistickou „inovaci” rodinných zvyků, obyčejů, svatebních obřadů, loučení se zemřelými, vítání občánků do života v „nových společenských podmínkách”), který ministerstvo kultury České socialistické republiky přijalo jako oficiální dokument a vláda ČSR následně vydala usnesení č. 206/74 o práci sborů pro občanské záležitosti. Předsednictvo České odborové rady přijalo 13. 10. 1977 usnesení k účasti odborových orgánů a organizací v ČSR při zabezpečování vládního usnesení č. 206/74, čímž se oficiálně začalo podílet na vítání občánků také ROH. V roce 1979 schválilo ministerstva kultury „Metodické pokyny pro organizování občanských obřadů a slavností - rozloučení se zesnulým” (schváleno MK ČSR čj. 20 965/79), které pak formou interních zpráv obdržely všechny orgány a instituce, které se na organizování občanských obřadů podílely (Český svaz žen, PO SSM, atd.)
Sbor pro občanské záležitosti organizuje dvakrát ročně vítání občánků, při němž opět vystupuji pionýři se zpěvy a recitací. Maminky dostávají květiny, děti soupravičky a první botičky. Na vítání dnes přicházejí i zástupci ZV ROH podniku, kde rodiče pracují, a přinášejí svůj dárek — zpravidla vkladní knížku.
Český lid, sborník 1983
Církevní křty nebyly v letech 1948–1989 zakázány, ale konaly se soukromě a veřejně se svým pokřtěním nikdo nechlubil. Během období normalizace se stalo vítání občánků společenskou rutinou a začalo být považováno za stejně samozřejmý a „povinný” obřad, jako bylo třeba předávání občanských průkazů, občanské svatební obřady apod.
Samostatnou oblastí rozvoje kulturně výchovné činnosti – tak jak je formulována ve volebních programech Národní fronty – je působnost sborů pro občanské záležitosti. V souladu se schválenou koncepcí vlády jsou zřizovány jako komise rad národních výborů. Jejich posláním je napomáhat rozvoji socialistické morálky a socialistických mezilidských vztahů. Starají se o zvyšování citové a estetické úrovně všech občanských obřadů a slavností a vytváření nových forem, vycházejících z potřeb současného života a navazujících na pokrokové a dělnické tradice.
Volební programy Národní fronty a odbory, 1980

### Německá demokratická republika
Pokusy nahradit církevní křest probíhaly také v době totalitního režimu v NDR. Nacistický název občanského obřadu obdržel pouze přívlastek socialistický - „sozialistische Namensweihe” (socialistický obřad pokřtění) či „sozialistische Namensgebung” (socialistický obřad pojmenování). Nedosáhly ale velké popularity a ke konci režimu už nebyly téměř praktikovány.

## Obřad vítání občánků v České republice
Obřad z 50. let 20. století, kdy komunisté začali v ČSSR křest nahrazovat občanskými rituály, přejaly v České republice jen některé obce, zpravidla i se sborem (komisí) pro občanské záležitosti. Tento obřad je spojen s přijetím dítěte do občanské společnosti. S křtem je spojen jen z části, jelikož během rituálu neprobíhá přechod z jedné společnosti do druhé. Dítě se členem občanské společnosti a státním příslušníkem daného státu stává aktem narození. Při obřadu vítání občánků jsou přítomni oba rodiče, svědci, pozvaní příbuzní. Pro některé rodiče má civilní obřad «vítání občánků» stejnou hodnotu jako křest, proto někdy uvádí, že mají dítě pokřtěné na radnici.
Obřad není spojen s žádnými administrativními poplatky. Většinou probíhá na radnici či jiném sídle územně správního celku. Součástí obřadu je uvítání rodičů ceremoniářem, uvítání nových občánků, složení slibu a podpis rodičů do pamětní knihy narozených, kde je uvedeno i jméno a datum narození jejich dítěte. Poté je předán rodičům dar (závisí na místních zvyklostech – někde i finanční dar, jinde se může jednat jen o pamětní list). Na závěr se rodiče fotí u kolébky.
Jako při křtu, tak i zde tento obřad začne, až se shromáždí rodiče s dětmi, svědci a ostatní hosté v obřadní síni obecního úřadu. Ceremoniářka, kterou je úřednice Městského úřadu ve Vyškově, přivítá všechny přítomné a představí i zástupce Městské rady, který provede přivítání občánků jménem města. Ten pak přednese projev. Po tomto projevu následuje kulturní vložka v podobě recitace básně a zazpívání ukolébavky. Dále zástupce obce vyzve rodiče a svědky, aby se podepsali v pamětní knize města Vyškova a potvrdili, že budou plnit ty povinnosti, které od nich společnost očekává. V plnění této odpovědné rodičovské povinnosti jim popřeje mnoho úspěchů. Po podpisech následuje předávání dárků a květin. A tím celý obřad končí.
Martina Kalábová, Vybrané přechodové rituály v ontogenezi člověka, 2007

V Přibyslavicích obnovili vítání občánků po 25 letech. První slavnostní obřad proběhl 14. června 2015 a rodiče novorozených občánků svými podpisy stvrdili slavnostní slib do Pamětní knihy, vedené od roku 1959:
Slavnostní slib: Podepsaní rodiče slibují, že vychovají ze svého dítěte zdravého, čestného a spravedlivého občana naší republiky a svůj slib stvrzují svými podpisy.
Obec Přibyslavice, Vítání občánků 14. června 2015

## Civilní obřad pojmenování
Slavnostní civilní obřad pojmenování dítěte (Namensgebungsfeier nebo Namensweihe) je alternativním obřadem ke křesťanskému křtu dítěte. V obřadu dítě obdrží své jméno, ale nepřísluší k žádné církvi a náboženství. K obřadu pojmenování jsou zváni rodiče, rodina a přátelé. Rodiče a kmotři se tradičně aktivně podílejí na rituálu pojmenování. Aby jméno dítěte bylo právně platné, musí být ohlášeno na matrice.